# Petrografia
Petrografia (od gr. πέτρα petra „skała” i γράφω graphō „pisać”) – nauka o skałach, zajmująca się składem i właściwościami fizycznymi i chemicznymi skał. Uważana za fizjografię skał.
Przez niektórych autorów utożsamiana jest z petrologią, na ogół jednak postrzegana jest jako pojęcie węższe od petrologii.
Największy wkład w rozwój petrografii jako dyscypliny naukowej mieli: niemiecki uczony Hermann Karl Rosenbusch oraz angielski geolog Henry Clifton Sorby.